# Tiarn Collins
Tiarn Collins (ur. 9 listopada 1999) – nowozelandzki snowboardzista, specjalizujący się w slopestyle'u i big air. Po raz pierwszy na arenie międzynarodowej pojawił się 12 lutego 2015 roku w Mammoth Mountain, gdzie w zawodach FIS Race zajął 20. miejsce w half-pipe'ie. W 2016 roku wystąpił na igrzyskach olimpijskich młodzieży w Lillehammer, gdzie był czwarty w slopestyle'u i piąty w big air. Na rozgrywanych rok później mistrzostwach świata juniorów w Špindlerův Mlýnie zdobył brązowy medal w pierwszej z tych konkurencji. W zawodach w Pucharu Świata zadebiutował 22 sierpnia 2015 roku w Cardronie, zajmując 15. miejsce w slopestyle'u. Tym samym już w swoim debiucie wywalczył pierwsze punkty. Na podium pierwszy raz stanął 25 listopada 2017 roku w Pekinie, kończąc rywalizację w big air na drugiej pozycji. W zawodach tych rozdzielił Marka McMorrisa z Kanady i Norwega Torgeira Bergrema. W 2017 roku wystąpił też na mistrzostwach świata w Sierra Nevada, gdzie był ósmy w slopestyle'u, a w big air zajął 24. miejsce. W Pucharze Świata w sezonie 2019/2020 zajął 2. miejsce w klasyfikacji slopestyle'u.

## Osiągnięcia

### Mistrzostwa świata
| Miejsce | Dzień    | Rok  | Miejscowość   | Konkurencja | Zwycięzca        |
| ------- | -------- | ---- | ------------- | ----------- | ---------------- |
| 8.      | 11 marca | 2017 | Sierra Nevada | Slopestyle  | Seppe Smits      |
| 24.     | 17 marca | 2017 | Sierra Nevada | Big air     | Ståle Sandbech   |
| DNS     | 12 marca | 2021 | Aspen         | Slopestyle  | Marcus Kleveland |
| DNS     | 16 marca | 2021 | Aspen         | Big air     | Mark McMorris    |

### Puchar Świata

#### Miejsca w klasyfikacji generalnej AFU
- sezon 2015/2016: 78.
- sezon 2016/2017: 22.
- sezon 2017/2018: 18.
- sezon 2018/2019: 58.
- sezon 2019/2020: 20.

#### Miejsca na podium w zawodach
1. Pekin – 25 listopada 2017 (big air) - 2. miejsce
2. Snowmass – 12 stycznia 2018 (slopestyle) - 3. miejsce
3. Calgary – 16 lutego 2020 (slopestyle) - 1. miejsce